# Colubrina decipiens
Colubrina decipiens là một loài thực vật có hoa trong họ Táo. Loài này được (Baill.) Capuron mô tả khoa học đầu tiên năm 1966.